# Pietro Moscati
Pietro Moscati (juin 1739 - Milan † 19 janvier 1824 - Milan) est un médecin et homme politique italien des XVIIIe et XIXe siècles.

## Biographie

### Médecin
Né à Milan, en 1739, Pietro Moscati était le fils d'un chirurgien distingué, qui lui inspira de bonne heure le goût de son art.
Il fit avec distinction toutes ses études classiques au collège des jésuites de Saint-Alexandre, et passa ensuite à l'université de Pavie, pour y suivre les cours de médecine. Après avoir été reçu docteur, il fréquenta les universités de Padoue, Bologne et Pise, où professaient des hommes célèbres, tels que Bertrandi, Molinelli, Nanoni, etc.
De retour à Milan, il fut nommé successivement chirurgien en chef de l'hospice de Sainte-Catherine, destiné aux femmes en couches et aux enfants-trouvés ; puis chirurgien-major du grand hôpital. Sa présence dans ces deux établissements fut signalée par d'utiles innovations. Il établit, dans le premier, une école d'accouchement, et dans le second une école de clinique chirurgicale.
Nommé professeur à l'université de Pavie, il se lia avec Volta et Bellani (it).

### La Révolution en Italie
Lorsque les Français envahirent l'Italie, Moscati se montra leur partisan. En sa qualité de membre du congrès cisalpin, il fut chargé en février 1797, avec Villetard et Marmont, de l'enlèvement des trésors de Notre-Dame-de-Lorette. Mais on sait que le gouvernement pontifical avait pris les devants, et que les commissaires ne purent guère s'emparer que de la statue de la madone.
Successivement membre du conseil des quarante et du congrès national, Moscati entra, en 1798, dans le Directoire de la République cisalpine, dont il devint bientôt président. Le gouvernement français d'alors, naturellement ombrageux, et qui n'aimait la liberté que pour lui seul, soupçonna Moscati de vouloir établir l'indépendance de sa patrie, et il l'obligea, en conséquence, à quitter les affaires publiques, et à donner sa démission entre les mains du général, depuis maréchal Brune.
Quand les Austro-Russes reprirent la Lombardie, Moscati fut arrêté et conduit avec plusieurs de ses concitoyens dans la forteresse de Cattaro. L'archiduc Charles, étant tombé malade à Vienne (Autriche), il fut appelé à Vienne, et il traita ce prince avec succès. Le frère de l'archiduc, Ferdinand, qui avait une confiance illimitée dans Moscati, le fit appeler en grande diligence ; ce qui lui procura une lueur de liberté, accompagnée de beaucoup d'égards pour sa personne.

### L'Italie napoléonienne
La bataille de Marengo, dont l'issue prépara pour l'Europe de nouvelles destinées, rendit Moscati à sa patrie ; et on le vit, en 1802, siéger à Lyon dans la consulta qui changea la forme du gouvernement cisalpin en République italienne (1802-1805).
Après que Napoléon eut été couronné roi d'Italie (1805-1814), Moscati fut nommé membre du collège électoral des docteurs d'Olona, conseiller d'État, sénateur (et préteur du Sénat), comte du Royaume, grand officier de la Légion d'honneur et grand dignitaire de l'ordre de la Couronne de Fer.
Il remplit jusqu'en 1807 les fonctions de directeur général de l'instruction publique, et créa ou perfectionna plusieurs établissements utiles. Il était également médecin consultant du vice-roi et de sa famille.
Son attachement au nouvel ordre de choses fut sincère ; il en donna des preuves, en 1814, faisant tous ses efforts pour faire nommer le prince Eugène de Beauharnais roi d'Italie.

### Restauration autrichienne en Italie
Les connaissances variées de Moscati, et particulièrement son affabilité comme homme public, lui avaient procuré beaucoup d'amis, qui lui restèrent fidèles après le retour de la domination autrichienne.
Il jouissait d'ailleurs d'une fortune plus qu'indépendante, dont, à toutes les époques de sa vie, il sut faire le plus noble usage. Une riche bibliothèque, un laboratoire de chimie, un beau cabinet de physique et un observatoire qu'il avait formés, étaient ouverts à ses amis et à tous ceux qui s'occupaient des mêmes études que lui.
Renfermé depuis 1814, d'une manière absolue, dans son intérieur et livré à la culture des sciences, Moscati fit cependant publiquement, en 1817, et en présence de l'archiduc gouverneur-général des États autrichiens en Italie, une suite d'expériences intéressantes sur la fusion de quelques substances réfractaires, au moyen de la combustion du gaz hydrogène et du gaz oxygène.
Il ne cessa de s'occuper de physique et de chimie jusqu'à sa mort.
Moscati professait pour Napoléon Ier un attachement qui tenait de la vénération. On voyait, au-dessus de sa cheminée, un magnifique portrait de l'Empereur, peint à l'huile, avec ce vers de Virgile tracé en lettres d'or : « Erit ille mihi semper deus. »
Moscati mourut à Milan le 19 janvier 1824, n'ayant jamais été marié. Il a légué sa bibliothèque, ses collections, son laboratoire, etc., à l'Institut de cette ville, dont il était membre et qu'il avait présidé longtemps.
Sa fortune, assez considérable, a passé à deux de ses neveux, fils d'un frère qui exerçait la chirurgie, et qui, étant peu fortuné, vivait de ses bienfaits, il a aussi fait un legs important à l'hospice de la Charité de Milan.

## Publications

Delle corporee differenze essenziali, 1771

Les grandes occupations auxquelles il fut livré toute sa vie ne lui avaient pas permis de beaucoup écrire, et il n'a en conséquence laissé que peu d'ouvrages, dont voici les plus connus :
- (it) Lettera ad un amico concernente il quesito se dalla struttura del corpo dell'uomo, possa conoscersi formato per esser bipede o quadrupede, Milan, 1770 ;
  - plaisanterie très spirituelle qu'il publia sous le voile de l'anonyme ;
  - (de) Pietro Moscati et traduit par Johann Beckmann, Von dem körperlichen wesentlichen Unterscheide zwischen der Structur der Thiere und der Menschen ..., Vandenhoeck, 1771 (lire en ligne) ;
- (it) Pietro Moscati, Delle corporee differenze essenziali che passano fra la struttura de' bruti, e la umana : Discorso accademico letto nel teatro anatomico della regia universita di Pavia dal dott. Pietro Moscati, vol. in-8º, Brescia, Giammaria Rizzardi (lire en ligne) ;
- (it) Osservazioni ed esperienze sul sangue fluido, e rappreso; sopra l'azione delle arterie; e sui liquori che bollono poco riscaldati nella macchina pneumatica. Del regio pubblico professore d. Pietro Moscati, éd. Cesare Orena Stamperia Malatesta, Milan, 1783 ;
- (it) Discorso accademico dei vantaggi della educazione filosofica nello studio della chimica. Recitato nell'aprimento della nuova scuola chimico-farmaceutica dello Spedal maggiore dal regio professore di chirurgia, e chimica d. Pietro Moscati... , Milan, 4 février 1784 ;
- (la) John Brown et Pietro Moscati, Elementa Medicinæ, 1794 (lire en ligne) ;
- (it) Compendio di congnizioni veterinarie all' occasione dell epizoozia del 1795, Milan, 1795 ;
- (it) Discorso letto nella solenne apertura della Società di pubblica istruzione ed arti di Milano dal cittadino, Pietro Moscati presidente della medesima il giorno 17 piovoso nella gran sala del Palazzo nazionale, 1797 ;
- (it) Dell usa dei sistemi nella pratica medica, discorso inaugurale, Pavie, 1799 ;
  - (fr) traduit en français par Ch. Sultzer, Strasbourg, an VIII (1800), in-°8 ;
- Osservazioni sulla medicina dei Morlacchi e sulle conformita del loro empirismo antichissimo con più recenti principi della teoria medica, Bologne, 1806.

## Titres
- Comte Moscati et du royaume d'Italie (lettres patentes du 12 avril 1809).

## Distinctions
|  |  |

- Grand officier de la Légion d'honneur[1] ;
- Grand dignitaire de l'ordre de la Couronne de fer[1].

## Armoiries
| Figure | Blasonnement |
|        | Armes de comte du Royaume, Écartelé : au 1, des comtes sénateurs (du Royaume) ; au 2, de gueules à une cigogne posée d'argent ; au 3, gueules à la verge de médecin d'argent accolée d'un rameau de laurier du même ; au 4, de sinople à deux barres d'argent., |